# 長岩
62°41′18.8″S 61°11′52.6″W / 62.688556°S 61.197944°W
長岩是南極洲的岩石，位於南設得蘭群島，長0.72公里、寬0.18公里，處於瓦爾迪姆岩東南面1.6公里和德維爾斯角西南面2.1公里，最高點海拔高度13米，現時由南極條約體系管理。

## 外部連結
- Composite Antarctic Gazetteer（页面存档备份，存于）.